# Championnat d'Asie féminin de basket-ball des moins de 16 ans 2023
Navigation
Jordanie 2022 2025
Le championnat d'Asie féminin de basket-ball des moins de 16 ans 2023 se déroule à Amman en Jordanie du 10 au 16 juillet 2023. Il s'agit de la septième édition de la compétition, instaurée en 2009.

## Équipes participantes

### Qualifications

#### Division A
9 équipes, issues de l'édition précédente du Championnat d'Asie U16, sont qualifiées pour cette division.
| Mode de qualification                                       | Places | Nations qualifiées                            |
| ----------------------------------------------------------- | ------ | --------------------------------------------- |
| Demi-finalistes du Championnat d'Asie U16 2022 (Division A) | 4      | Australie Japon Corée du Sud Nouvelle-Zélande |
| Reste du Top 7 du Championnat d'Asie U16 2017 (Division A)  | 3      | Chine Taïwan Thaïlande                        |
| Finalistes du Championnat d'Asie U16 2022 (Division B)      | 2      | Samoa Syrie                                   |

#### Division B
8 équipes, issues de l'édition précédente du Championnat d'Asie U16, sont qualifiées pour cette division.
| Mode de qualification                | Places | Nations qualifiées                                     |
| ------------------------------------ | ------ | ------------------------------------------------------ |
| Hôte du championnat d'Asie U16 2023  | 1      | Jordanie                                               |
| 4e du Championnat d'Océanie U15 2022 | 1      | Guam                                                   |
| 6 équipes de la FIBA Asie            | 6      | Hong Kong Iran Malaisie Maldives Philippines Singapour |

## Division A

### Rencontres

#### Premier tour
Légende des classements
- Qualifié pour les demi-finales
- Qualifié pour le match pour la 5e place
- Qualifié pour le match pour la 7e place

##### Groupe A
| Rang | Équipe       | Pts | J | G | P | Pp  | Pc  | Diff |  | Résultats (dom.\ext.) |   |        |       |        |        |
| ---- | ------------ | --- | - | - | - | --- | --- | ---- |  | --------------------- | - | ------ | ----- | ------ | ------ |
| 1    | Australie    | 8   | 4 | 4 | 0 | 401 | 167 | 234  |  | Australie             |   | 103-51 | 71-53 | 102-43 | 125-20 |
| 2    | Taïwan       | 7   | 4 | 3 | 1 | 355 | 243 | 112  |  | Taïwan                | - |        | 85-81 | 102-31 | 117-28 |
| 3    | Corée du Sud | 6   | 4 | 2 | 2 | 329 | 253 | 76   |  | Corée du Sud          | - | -      |       | 91-58  | 104-39 |
| 4    | Syrie        | 5   | 4 | 1 | 3 | 196 | 342 | -146 |  | Syrie                 | - | -      | -     |        | 64-47  |
| 5    | Thaïlande    | 4   | 4 | 0 | 4 | 134 | 410 | -276 |  | Thaïlande             | - | -      | -     | -      |        |

##### Groupe B
| Rang | Équipe           | Pts | J | G | P | Pp  | Pc  | Diff |  | Résultats (dom.\ext.) |   |       |       |        |
| ---- | ---------------- | --- | - | - | - | --- | --- | ---- |  | --------------------- | - | ----- | ----- | ------ |
| 1    | Japon            | 6   | 3 | 3 | 0 | 251 | 116 | 135  |  | Japon                 |   | 75-44 | 70-44 | 106-28 |
| 2    | Nouvelle-Zélande | 5   | 3 | 2 | 1 | 219 | 199 | 20   |  | Nouvelle-Zélande      | - |       | 95-73 | 80-51  |
| 3    | Chine            | 4   | 3 | 1 | 2 | 211 | 214 | -3   |  | Chine                 | - | -     |       | 94-49  |
| 4    | Samoa            | 3   | 3 | 0 | 3 | 128 | 280 | -152 |  | Samoa                 | - | -     | -     |        |

#### Tableau final
|  | Demi-finales     | Demi-finales     | Demi-finales    | Demi-finales    |                               |           | Finale          | Finale          | Finale          | Finale          |
|  |                  |                  |                 |                 |                               |           |                 |                 |                 |                 |
|  | 15 juillet 2023  | 15 juillet 2023  | 15 juillet 2023 | 15 juillet 2023 |                               |           | 16 juillet 2023 | 16 juillet 2023 | 16 juillet 2023 | 16 juillet 2023 |
|  | A1               | Australie        | 99              | 99              |                               |           | 16 juillet 2023 | 16 juillet 2023 | 16 juillet 2023 | 16 juillet 2023 |
|  | A1               | Australie        | 99              | 99              |                               |           | 16 juillet 2023 | 16 juillet 2023 | 16 juillet 2023 | 16 juillet 2023 |
|  | B2               | Nouvelle-Zélande | 62              | 62              |                               |           | 16 juillet 2023 | 16 juillet 2023 | 16 juillet 2023 | 16 juillet 2023 |
|  | B2               | Nouvelle-Zélande | 62              | 62              | Australie                     | Australie | 80              | 80              |                 |                 |
|  | 15 juillet 2023  |                  |                 |                 | Australie                     | Australie | 80              | 80              |                 |                 |
|  |                  |                  | Chine           | Chine           | 74                            | 74        |                 |                 |                 |                 |
|  | B1               | Japon            | Chine           | Chine           | 74                            | 74        | 93              | 93              |                 |                 |
|  | B1               | Japon            |                 |                 |                               |           |                 | 93              |                 |                 |
|  | A2               | Taïwan           | 46              | 46              |                               |           |                 |                 |                 |                 |
|  | A2               | Taïwan           | 46              | 46              | Match pour la troisième place |           |                 |                 |                 |                 |
|  |                  |                  |                 |                 |                               |           |                 |                 |                 |                 |
|  | 16 juillet 2023  |                  |                 |                 |                               |           |                 |                 |                 |                 |
|  | Nouvelle-Zélande | Nouvelle-Zélande | 66              | 66              |                               |           |                 |                 |                 |                 |
|  | Nouvelle-Zélande | Nouvelle-Zélande | 66              | 66              |                               |           |                 |                 |                 |                 |
|  | Taïwan           | Taïwan           | 63              | 63              |                               |           |                 |                 |                 |                 |
|  | Taïwan           | Taïwan           | 63              | 63              |                               |           |                 |                 |                 |                 |

#### Matches de classement

##### Match pour la7eplace
| 15 juillet 2023 09 h 00 UTC+03:00 | Rapport | Syrie                                             | 50-72 | Samoa |  | Prince Hamzah Sports Hall, Amman |
| 15 juillet 2023 09 h 00 UTC+03:00 | Rapport | Score par quart-temps : 12-17, 14-12, 17-20, 7-23 |       |       |  | Prince Hamzah Sports Hall, Amman |

##### Match pour la5eplace
| 16 juillet 2023 09 h 00 UTC+03:00 | Rapport | Corée du Sud                                      | 84-63 | Chine |  | Prince Hamzah Sports Hall, Amman |
| 16 juillet 2023 09 h 00 UTC+03:00 | Rapport | Score par quart-temps : 24-24, 20-13, 16-7, 24-19 |       |       |  | Prince Hamzah Sports Hall, Amman |

### Classement final
| Place                    | Équipe           | Vict.-Déf. |
| ------------------------ | ---------------- | ---------- |
| Médaille d'or, Asie      | Australie        | 6 - 0      |
| Médaille d'argent, Asie  | Japon            | 4 - 1      |
| Médaille de bronze, Asie | Nouvelle-Zélande | 3 - 2      |
| 4                        | Taïwan           | 3 - 3      |
| 5                        | Corée du Sud     | 3 - 2      |
| 6                        | Chine            | 1 - 3      |
| 7                        | Samoa            | 1 - 3      |
| 8                        | Syrie            | 1 - 4      |
| 9                        | Thaïlande        | 0 - 4      |

- Qualification pour la Coupe du Monde U17 2024
- Relégation en Division B pour le Championnat d'Asie U16 2025

### Leaders statistiques

#### Points
| Place | Nom             | Équipe       | PPM  |
| ----- | --------------- | ------------ | ---- |
| 1     | Gahyun Lee      | Corée du Sud | 24,8 |
| 2     | Aya Al Mohammad | Syrie        | 19,2 |
| 3     | Yeonseo Lim     | Corée du Sud | 17,0 |
| 4     | An Kanazawa     | Japon        | 15,8 |
| 5     | Jesse-May Hall  | Australie    | 15,6 |

#### Rebonds
| Place | Nom          | Équipe       | RPM |
| ----- | ------------ | ------------ | --- |
| 1     | L'Oreal Hiko | Samoa        | 9,3 |
| 2     | Jade Crook   | Australie    | 9,0 |
| 3     | Yaqi Liang   | Chine        | 8,3 |
| 4     | Coco Hodges  | Australie    | 8,2 |
| 5     | Gahyun Lee   | Corée du Sud | 7,8 |

#### Passes décisives
| Place | Nom           | Équipe       | PDPM |
| ----- | ------------- | ------------ | ---- |
| 1     | Yeonseo Lim   | Corée du Sud | 6,8  |
| 2     | Wonjung Lee   | Corée du Sud | 6,6  |
| 3     | Ruby Perkins  | Australie    | 5,7  |
| 4     | Chen Shan Pan | Taïwan       | 5,3  |
| 5     | Nanano Hamada | Japon        | 5,2  |

#### Contres
| Place | Nom           | Équipe       | CPM |
| ----- | ------------- | ------------ | --- |
| 1     | Lilete Sarkis | Syrie        | 3,2 |
| 2     | Gahyun Lee    | Corée du Sud | 2,2 |
| 3     | Sitaya Fagan  | Australie    | 1,6 |
| 4     | Coco Hodges   | Australie    | 1,5 |
| 5     | Yaqi Liang    | Chine        | 1,3 |

#### Interceptions
| Place | Nom             | Équipe       | IPM |
| ----- | --------------- | ------------ | --- |
| 1     | Coco Hodges     | Australie    | 4,8 |
| 1     | Aya Al Mohammad | Syrie        | 4,8 |
| 3     | Chen Shan Pan   | Taïwan       | 4,7 |
| 4     | Yu Chen Peng    | Taïwan       | 4,2 |
| 5     | Gahyun Lee      | Corée du Sud | 3,6 |

#### Évaluation
| Place | Nom            | Équipe       | EPM  |
| ----- | -------------- | ------------ | ---- |
| 1     | Gahyun Lee     | Corée du Sud | 27,6 |
| 2     | Coco Hodges    | Australie    | 21,8 |
| 3     | Ruby Perkins   | Australie    | 20,2 |
| 4     | Yu Chen Peng   | Taïwan       | 19,7 |
| 5     | Sienna Lehmann | Australie    | 17,7 |

### Récompenses
MVP de la compétition (meilleure joueuse) Sienna Lehmann
Meilleur cinq de la compétition
- Yu Chen Peng
- Ruby Perkins
- An Kanazawa
- Sienna Lehmann
- Kokona Abe

## Division B

### Rencontres

#### Premier tour
Légende des classements
- Qualifié pour les demi-finales
- Qualifié pour le match pour la 5e place
- Qualifié pour le match pour la 7e place

##### Groupe A
| Rang | Équipe      | Pts | J | G | P | Pp  | Pc  | Diff |  | Résultats (dom.\ext.) |   |       |        |        |
| ---- | ----------- | --- | - | - | - | --- | --- | ---- |  | --------------------- | - | ----- | ------ | ------ |
| 1    | Philippines | 6   | 3 | 3 | 0 | 329 | 120 | 209  |  | Philippines           |   | 79-40 | 106-58 | 144-22 |
| 2    | Hong Kong   | 5   | 3 | 2 | 1 | 216 | 162 | 54   |  | Hong Kong             | - |       | 67-64  | 109-19 |
| 3    | Jordanie    | 4   | 3 | 1 | 2 | 216 | 205 | 11   |  | Jordanie              | - | -     |        | 94-32  |
| 4    | Maldives    | 3   | 3 | 0 | 3 | 73  | 347 | -274 |  | Maldives              | - | -     | -      |        |

##### Groupe B
| Rang | Équipe    | Pts | J | G | P | Pp  | Pc  | Diff |  | Résultats (dom.\ext.) |   |       |       |       |
| ---- | --------- | --- | - | - | - | --- | --- | ---- |  | --------------------- | - | ----- | ----- | ----- |
| 1    | Iran      | 6   | 3 | 3 | 0 | 229 | 181 | 48   |  | Iran                  |   | 80-74 | 84-65 | 65-42 |
| 2    | Malaisie  | 5   | 3 | 2 | 1 | 212 | 184 | 28   |  | Malaisie              | - |       | 72-51 | 66-53 |
| 3    | Singapour | 4   | 3 | 1 | 2 | 187 | 216 | -29  |  | Singapour             | - | -     |       | 71-60 |
| 4    | Guam      | 3   | 3 | 0 | 3 | 155 | 202 | -47  |  | Guam                  | - | -     | -     |       |

#### Tableau final
|  | Demi-finales    | Demi-finales    | Demi-finales    | Demi-finales    |                               |             | Finale          | Finale          | Finale          | Finale          |
|  |                 |                 |                 |                 |                               |             |                 |                 |                 |                 |
|  | 15 juillet 2023 | 15 juillet 2023 | 15 juillet 2023 | 15 juillet 2023 |                               |             | 16 juillet 2023 | 16 juillet 2023 | 16 juillet 2023 | 16 juillet 2023 |
|  | A1              | Philippines     | 79              | 79              |                               |             | 16 juillet 2023 | 16 juillet 2023 | 16 juillet 2023 | 16 juillet 2023 |
|  | A1              | Philippines     | 79              | 79              |                               |             | 16 juillet 2023 | 16 juillet 2023 | 16 juillet 2023 | 16 juillet 2023 |
|  | B2              | Malaisie        | 44              | 44              |                               |             | 16 juillet 2023 | 16 juillet 2023 | 16 juillet 2023 | 16 juillet 2023 |
|  | B2              | Malaisie        | 44              | 44              | Philippines                   | Philippines | 83              | 83              |                 |                 |
|  | 15 juillet 2023 |                 |                 |                 | Philippines                   | Philippines | 83              | 83              |                 |                 |
|  |                 |                 | Iran            | Iran            | 60                            | 60          |                 |                 |                 |                 |
|  | B1              | Iran            | Iran            | Iran            | 60                            | 60          | 64              | 64              |                 |                 |
|  | B1              | Iran            |                 |                 |                               |             |                 | 64              |                 |                 |
|  | A2              | Hong Kong       | 58              | 58              |                               |             |                 |                 |                 |                 |
|  | A2              | Hong Kong       | 58              | 58              | Match pour la troisième place |             |                 |                 |                 |                 |
|  |                 |                 |                 |                 |                               |             |                 |                 |                 |                 |
|  | 16 juillet 2023 |                 |                 |                 |                               |             |                 |                 |                 |                 |
|  | Malaisie        | Malaisie        | 52              | 52              |                               |             |                 |                 |                 |                 |
|  | Malaisie        | Malaisie        | 52              | 52              |                               |             |                 |                 |                 |                 |
|  | Hong Kong       | Hong Kong       | 46              | 46              |                               |             |                 |                 |                 |                 |
|  | Hong Kong       | Hong Kong       | 46              | 46              |                               |             |                 |                 |                 |                 |

#### Matches de classement

##### Match pour la7eplace
| 14 juillet 2023 17 h 30 UTC+03:00 | Rapport | Maldives                                           | 54-65 | Guam |  | Prince Hamzah Sports Hall, Amman |
| 14 juillet 2023 17 h 30 UTC+03:00 | Rapport | Score par quart-temps : 11-19, 12-17, 11-16, 20-13 |       |      |  | Prince Hamzah Sports Hall, Amman |

##### Match pour la5eplace
| 14 juillet 2023 19 h 30 UTC+03:00 | Rapport | Jordanie                                          | 62-56 | Singapour |  | Prince Hamzah Sports Hall, Amman |
| 14 juillet 2023 19 h 30 UTC+03:00 | Rapport | Score par quart-temps : 16-17, 10-8, 16-12, 20-19 |       |           |  | Prince Hamzah Sports Hall, Amman |

### Classement final
| Place                    | Équipe      | Vict.-Déf. |
| ------------------------ | ----------- | ---------- |
| Médaille d'or, Asie      | Philippines | 5 - 0      |
| Médaille d'argent, Asie  | Iran        | 4 - 1      |
| Médaille de bronze, Asie | Malaisie    | 3 - 2      |
| 4                        | Hong Kong   | 2 - 3      |
| 5                        | Jordanie    | 2 - 2      |
| 6                        | Singapour   | 1 - 3      |
| 7                        | Guam        | 1 - 3      |
| 8                        | Maldives    | 0 - 4      |

- Promotion en Division A pour le Championnat d'Asie U16 2025

### Leaders statistiques

#### Points
| Place | Nom            | Équipe      | PPM  |
| ----- | -------------- | ----------- | ---- |
| 1     | Zena Al Karain | Jordanie    | 19,8 |
| 2     | Ava Fajardo    | Philippines | 16,2 |
| 3     | Ghazal Zamani  | Iran        | 15,8 |
| 4     | Helya Houdneh  | Iran        | 15,6 |
| 5     | Tsz Ching Kam  | Hong Kong   | 14,4 |

#### Rebonds
| Place | Nom           | Équipe      | RPM  |
| ----- | ------------- | ----------- | ---- |
| 1     | Ghazal Zamani | Iran        | 14,6 |
| 2     | Helya Houdneh | Iran        | 12,6 |
| 3     | Wan Ki Mak    | Hong Kong   | 11,4 |
| 4     | Yan Ting Tai  | Hong Kong   | 10,6 |
| 5     | Ariel De La O | Philippines | 10,0 |
| 5     | Jia Peters    | Guam        | 10,0 |

#### Passes décisives
| Place | Nom             | Équipe      | PDPM |
| ----- | --------------- | ----------- | ---- |
| 1     | Zahra Zarei     | Iran        | 9,4  |
| 2     | Ava Fajardo     | Philippines | 5,4  |
| 3     | Madelin Lock    | Singapour   | 4,5  |
| 4     | Demicah Arnaldo | Philippines | 4,2  |
| 5     | Ka Lam Lo       | Hong Kong   | 4,0  |

#### Contres
| Place | Nom           | Équipe      | CPM |
| ----- | ------------- | ----------- | --- |
| 1     | Alyssia Palma | Philippines | 2,2 |
| 2     | Ke Xin Lee    | Malaisie    | 1,8 |
| 2     | Wan Ki Mak    | Hong Kong   | 1,8 |
| 4     | Yan Ting Tai  | Hong Kong   | 1,6 |
| 5     | Helya Houdneh | Iran        | 1,4 |

#### Interceptions
| Place | Nom              | Équipe      | IPM |
| ----- | ---------------- | ----------- | --- |
| 1     | Sophia Canindo   | Philippines | 4,6 |
| 1     | Kimi Sayson      | Philippines | 4,6 |
| 3     | Jia Peters       | Guam        | 4,3 |
| 4     | Scarlett Mercado | Philippines | 3,6 |
| 4     | Ryan Nair        | Philippines | 3,6 |

#### Évaluation
| Place | Nom           | Équipe      | EPM  |
| ----- | ------------- | ----------- | ---- |
| 1     | Ghazal Zamani | Iran        | 21,8 |
| 2     | Helya Houdneh | Iran        | 20,4 |
| 3     | Ava Fajardo   | Philippines | 19,8 |
| 4     | Yan Ting Tai  | Hong Kong   | 18,6 |
| 5     | Yi Xin Yap    | Malaisie    | 17,0 |

### Récompenses
MVP de la compétition (meilleure joueuse) Ava Fajardo
Meilleur cinq de la compétition
- Ava Fajardo
- Ke Xin Lee
- Sophia Canindo
- Ghazal Zamani
- Helya Houdneh